# باول جونز (لاعب كرة قدم أمريكية أمريكي)
باول جونز (بالإنجليزية: Paul Johns)‏ هو لاعب كرة قدم أمريكية أمريكي، ولد في 14 نوفمبر 1958 في واكو في الولايات المتحدة.

## وصلات خارجية
- باول جونز على موقع مرجع كرة القدم المحترفة.كوم (الإنجليزية)